# Kenchenahalli, Bangalore North
Kenchenahalli là một làng thuộc tehsil Bangalore North, huyện Bangalore Urban, bang Karnataka, Ấn Độ.